# Declan James
Declan James (* 19. April 1993 in Nottingham) ist ein englischer Squashspieler.

## Karriere
Declan James begann seine Karriere im Jahr 2011 und gewann bislang 17 Turniere auf der PSA World Tour. Seine höchste Platzierung in der Weltrangliste erreichte er mit Rang 15 im Mai 2019. 2015 qualifizierte er sich erstmals für die Weltmeisterschaft, bei der er in der ersten Runde ausschied. 2017 stand er für die Europameisterschaft erstmals im Kader der englischen Nationalmannschaft und wurde mit dieser Vizeeuropameister. Auch im Jahr darauf belegte er mit der Mannschaft den zweiten Platz, ehe ihm 2019 mit ihr der erste Titelgewinn gelang. Mit der englischen Nationalmannschaft nahm er 2019 an der Weltmeisterschaft teil und wurde mit ihr Vizeweltmeister. Bei den Commonwealth Games 2018 gewann er im Doppel mit James Willstrop die Bronzemedaille. Mit Willstrop wurde James 2022 Weltmeister im Doppel. Im August 2022 erreichte er bei den Commonwealth Games in Birmingham im Doppel mit Willstrop ebenfalls das Finale, das sie gegen Daryl Selby und Adrian Waller in drei Sätzen gewannen und sich damit die Goldmedaille sicherten.

## Erfolge
- Vizeweltmeister mit der Mannschaft: 2019
- Weltmeister im Doppel: 2022 (mit James Willstrop)
- Europameister mit der Mannschaft: 2019
- Gewonnene PSA-Titel: 17
- Commonwealth Games: 1 × Gold (Doppel 2022), 1 × Bronze (Doppel 2018)